# Khalil Ibrahim Al Ghamdi
Khalil Ibrahim Al Ghamdi (2 de septiembre de 1970) es un árbitro de fútbol de Arabia Saudita. Es conocido por haber arbitrado en 2007 en el torneo Copa Asiática. Es árbitro internacional de la FIFA desde 2003. Al margen del arbitraje, trabaja como maestro y vive en Riad. También pitó en la Copa Asiática 2007, los Juegos Olímpicos de 2008, Copa Mundial de Clubes de la FIFA 2006, en la clasificación para esta última competición y en la Copa Mundial de Clubes de la FIFA 2010 En la copa del mundo de 2010 pitó los partidos México - Francia y Chile - Suiza.